# Emily Mortimer
Emily Kathleen Anne Mortimer (Londen, 1 december 1971) is een Brits actrice. Ze werd onder meer genomineerd voor een Golden Satellite Award voor Lovely & Amazing (2001), voor een European Film Award voor Dear Frankie en voor een Satellite Award voor Lars and the Real Girl (2007).

## Biografie
Emily's ouders zijn schrijver John Mortimer en Penelope Gollop en ze heeft nog een jongere zus, Rosie. Ze studeerde aan de St. Paul's Girls' School in Londen, waar ze meedeed in schooltoneelstukken. Daarna ging ze naar het Lincoln College in Oxford, waar ze ook meedeed in schooltoneelstukken en Russisch leerde, een taal die ze vloeiend spreekt.
Na haar schooltijd schreef Mortimer onder meer een column voor de Daily Telegraph.
Op school werd ze in een toneelstuk opgemerkt door een producer, die haar vervolgens een rol gaf in de miniserie The Glass Virgin uit 1995. Haar eerste rol in een film volgde een jaar later in The Ghost and the Darkness. In 1999 verscheen ze ook in de bekende film Notting Hill en in 2000 in Scream 3. In dat jaar huwde ze tevens met acteur Alessandro Nivola, met wie ze in Love's Labour's Lost speelde. Op 23 september 2003 kreeg ze met hem een zoon, Samuel. Anno 2015 woont ze in New York in de Verenigde Staten.

## Filmografie
- Bibsys: 4097381
- Biblioteca Nacional de España: XX986115
- Bibliothèque nationale de France: cb14208966d (data)
- CiNii: DA17308543
- Gemeinsame Normdatei: 173959180
- International Standard Name Identifier: 0000 0001 0858 6681
- Library of Congress Control Number: no2001096481
- MusicBrainz: 58c9be59-7cea-4a4b-9388-a63a617895da
- Nationale Bibliotheek van Tsjechië: xx0051753
- Nationale Bibliotheek van Israël: 987007518866205171
- Nationale Bibliotheek van Polen: a0000002390444
- Nederlandse Thesaurus van Auteursnamen: 283561122
- SNAC: w6193dnv
- Système universitaire de documentation: 11023619X
- Virtual International Authority File: 75975486
- WorldCat: E39PBJf4dV7B7X4wF9XXVCpByd